# Praça do Plebiscito
A Praça do Plebiscito (em italiano: Piazza del Plebiscito), também chamada Largo di Palazzo ou Foro Regio, é uma grande praça localizada na cidade italiana de Nápoles. Com uma área de 25 mil metros quadrados, a praça é rodeada por importantes construções, a saber: basílica de San Francesco di Paola, Palácio Real, Palazzo Salerno e o Palazzo della Prefettura.

## História
A  Praça do Plebiscito foi nomeada após uma votação em outubro de 1860 que decretou a anexação do reino das Duas Sicílias, que governava todo o sul da Itália. Depois, o país foi unido para se tornar o Reino da Itália e o palácio real foi construído num lado da praça. Do outro, a igreja de San Francesco di Paola ergue-se majestosamente.

## Túnel Bourbon
Sob a praça fica o túnel Bourbon, que foi encomendado em meados de 1800 pelo rei Fernando II das Duas Sicílias que precisava de uma passagem secreta para a família real viajar do Palácio Real para o quartel militar.

O túnel revestido de rocha vulcânica serpenteia através do sistema de aqueduto Carmignano existente que a cidade construiu no início de 1600 – e foi projetado para durar.
A passagem parcialmente acabada – o rei morreu antes da sua conclusão – serviu como abrigo antiaéreo durante a II Guerra Mundial.
Quem percorrer os túneis encontrará objetos pessoais como escovas de cabelo, brinquedos e camas. De acordo com o The Drive, durante a limpeza massiva após a guerra, o túnel tornou-se um cemitério para carros e motocicletas apreendidos juntamente com outros escombros e entulho.
Além disso, estátuas de diferentes períodos foram descobertas no túnel, incluindo um monumento funerário descartado em homenagem ao Capitão Aurelio Padovani, fundador do partido fascista napolitano.
Geólogos que trabalhavam no túnel em 2007 descobriram uma passagem murada que levava a outro acesso ao abrigo antiaéreo. Setenta e cinco degraus e uma escada estreita levam a uma sala atrás da igreja na praça. Foi lacrada e esquecida nos anos 70 antes da redescoberta em 2007, quando surgiram dezenas de automóveis, scooters e motocicletas antigos e enferrujados.

## Galeria

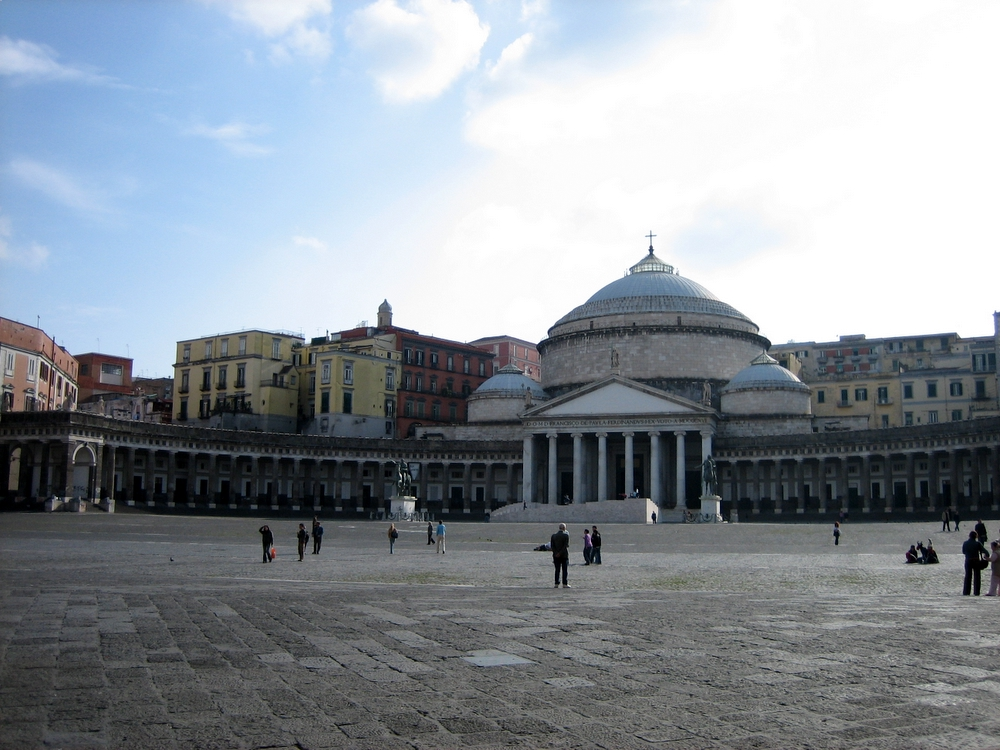
Piazza del Plebiscito e a Basílica de San Francesco di Paola
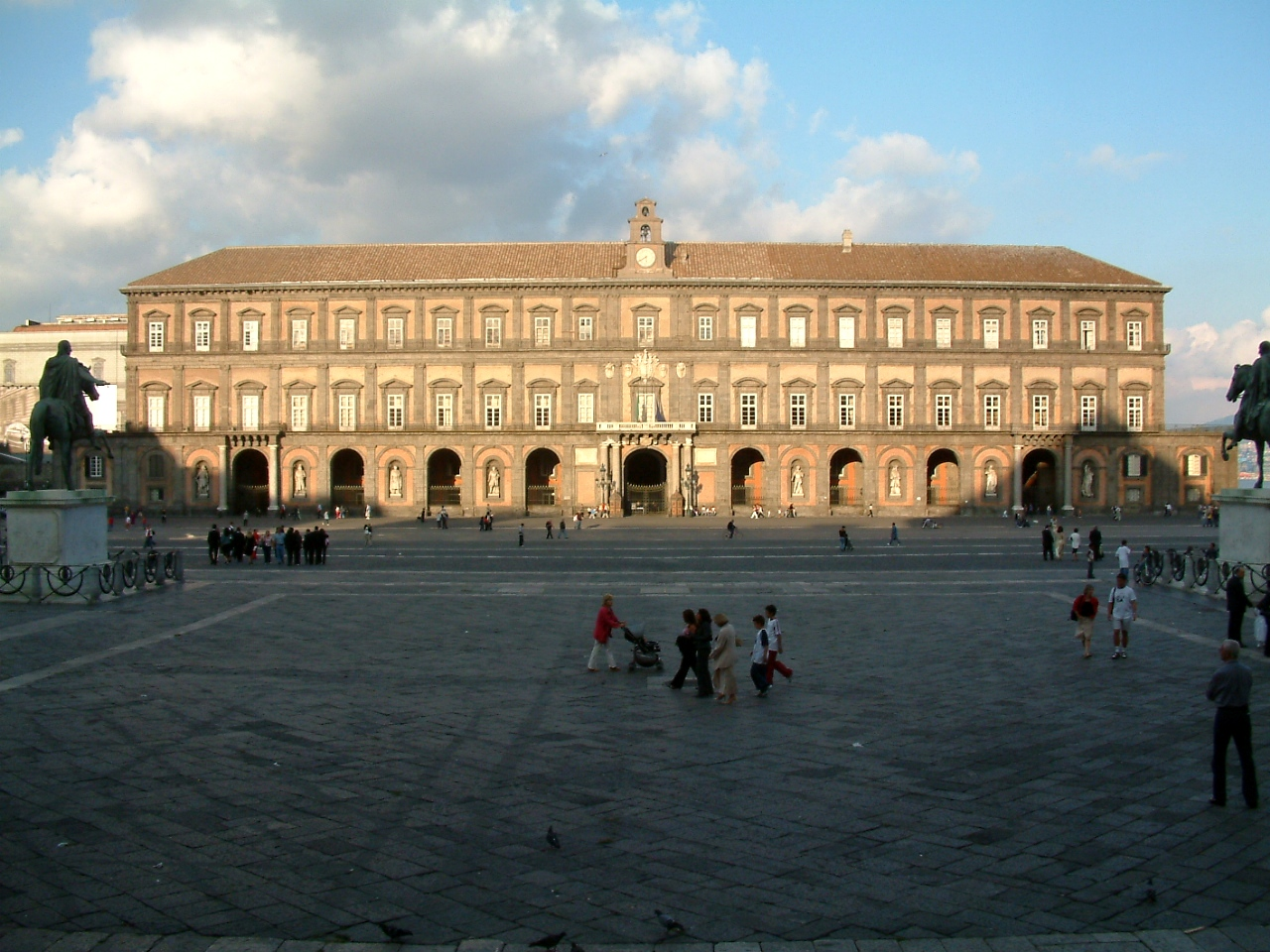
A praça com o Palácio Real
Uma exposição artística na Piazza del Plebiscito
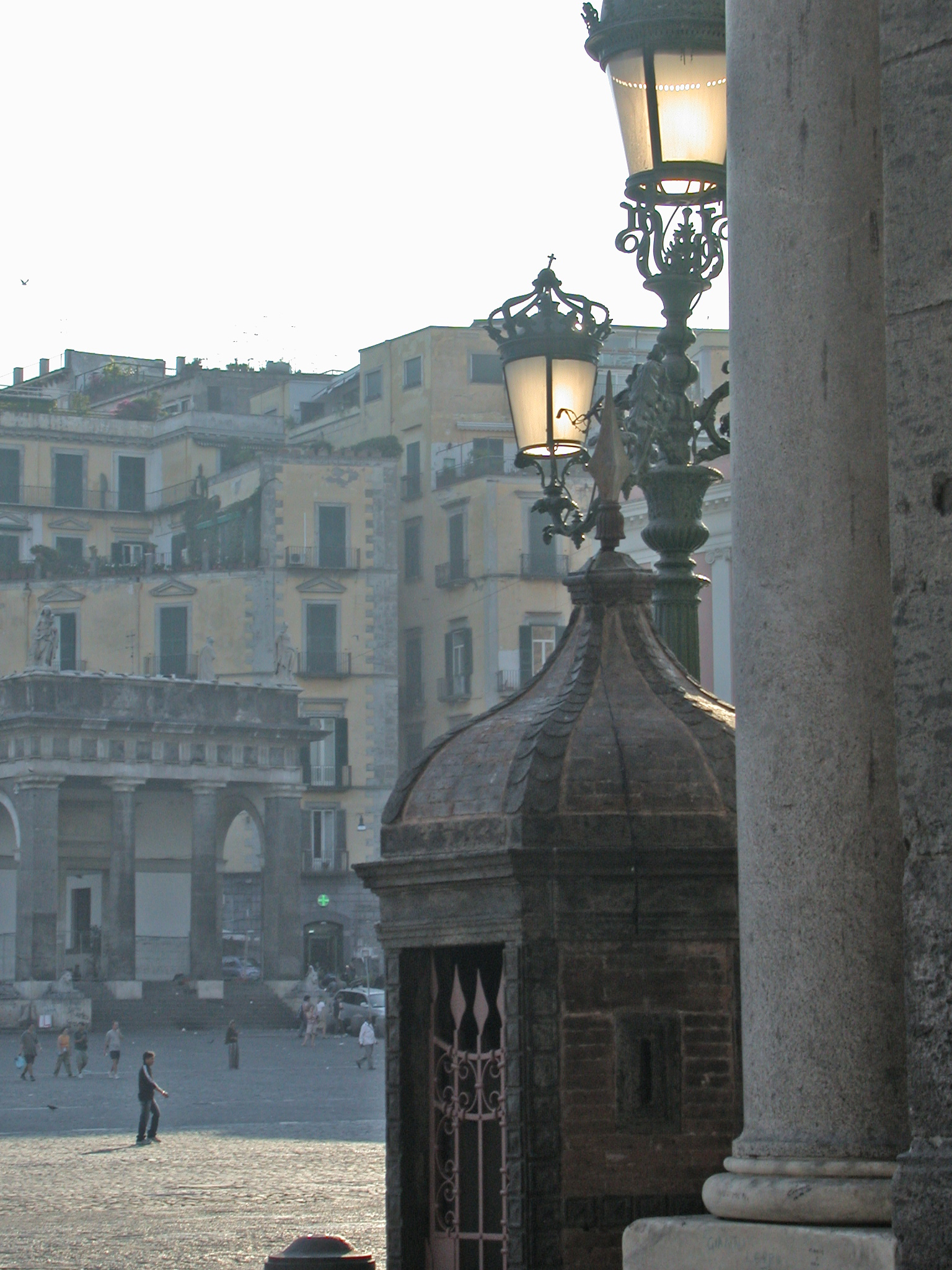
A entrada do Palácio Real com vista para a praça
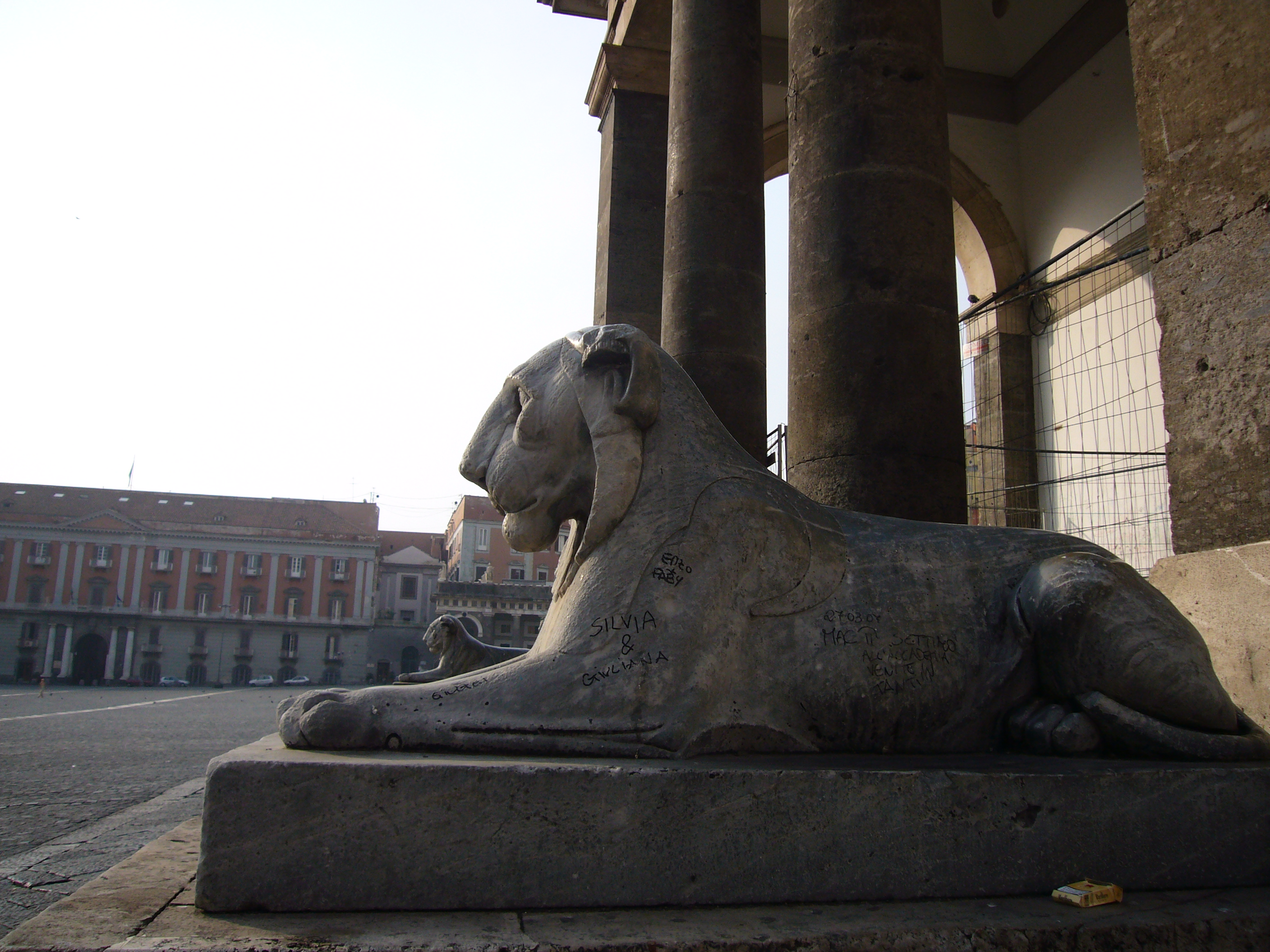
Estátua de uma leoa na praça
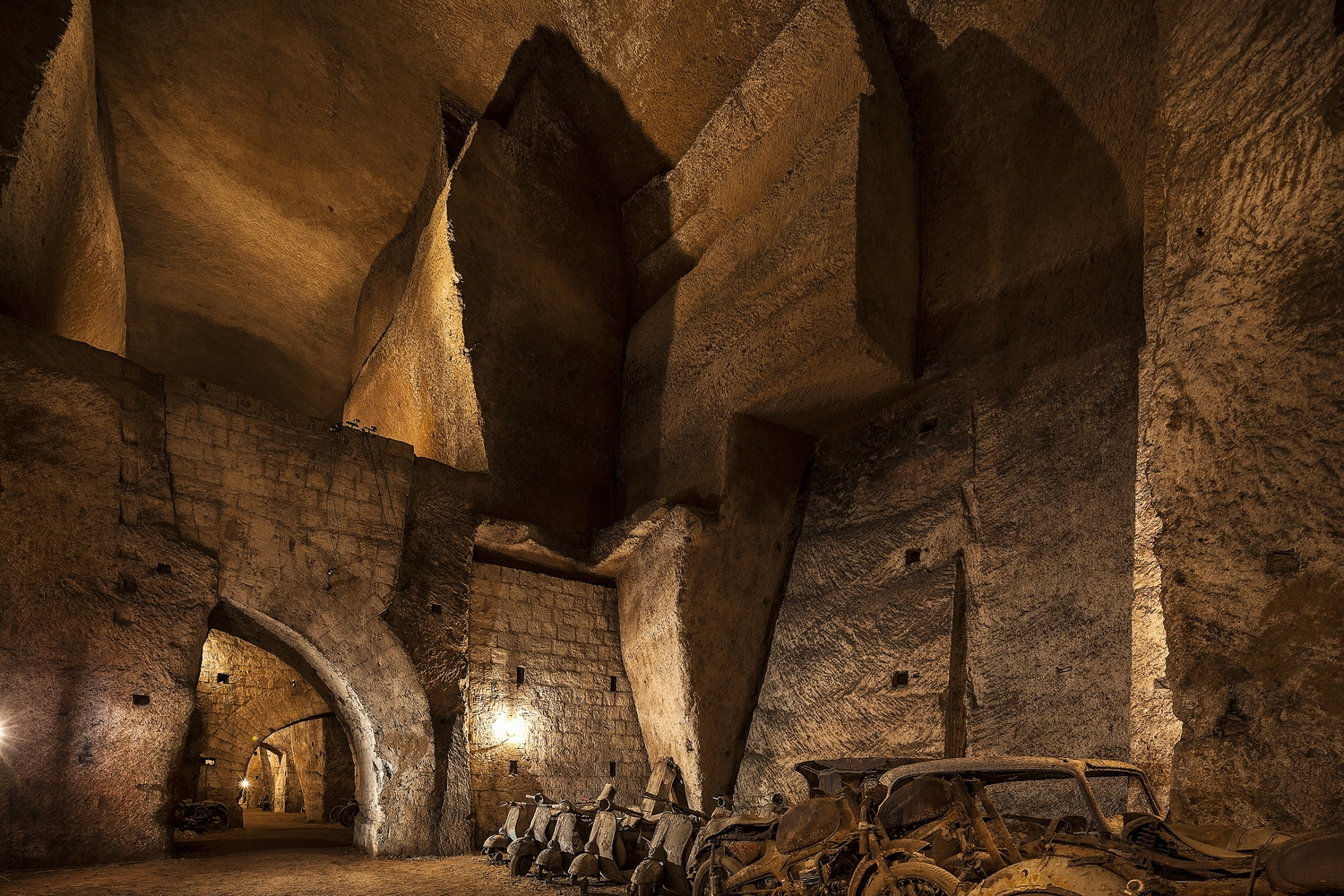
Túnel Bourbon

1. ↑  «De passagem secreta a cemitério de carros. Túnel sob Nápoles "esconde" veículos enferrujados da II Guerra»